# Ramusella curtipilus
Ramusella curtipilus är en kvalsterart som beskrevs av Hammer 1971. Ramusella curtipilus ingår i släktet Ramusella och familjen Oppiidae. Inga underarter finns listade i Catalogue of Life.